# Jérémy Stravius
Jérémy Stravius (Abbeville, 14 de julio de 1988) es un deportista francés que compite en natación, especialista en los estilos libre y espalda. Es abiertamente homosexual.
Participó en dos Juegos Olímpicos de Verano, obteniendo en total tres medallas: dos en Londres 2012, oro en 4 × 100 m libre y plata en 4 × 200 m libre, y plata en Río de Janeiro 2016, en 4 × 100 m libre.
Ganó ocho medallas en el Campeonato Mundial de Natación entre los años 2011 y 2015, y tres medallas en el Campeonato Mundial de Natación en Piscina Corta, en los años 2010 y 2016.
Además, obtuvo nueve medallas en el Campeonato Europeo de Natación entre los años 2010 y 2018, y doce medallas en el Campeonato Europeo de Natación en Piscina Corta entre los años 2009 y 2017.
En 2013 fue nombrado caballero de la Legión de Honor.

## Palmarés internacional
| Juegos Olímpicos                    | Juegos Olímpicos        | Juegos Olímpicos  | Juegos Olímpicos       |
| Año                                 | Lugar                   | Medalla           | Prueba                 |
| ----------------------------------- | ----------------------- | ----------------- | ---------------------- |
| 2012                                | Londres (Reino Unido)   | Medalla de oro    | 4 × 100 m libre        |
| 2012                                | Londres (Reino Unido)   | Medalla de plata  | 4 × 200 m libre        |
| 2016                                | Río de Janeiro (Brasil) | Medalla de plata  | 4 × 100 m libre        |
| Campeonato Mundial                  |                         |                   |                        |
| Año                                 | Lugar                   | Medalla           | Prueba                 |
| 2011                                | Shanghái (China)        | Medalla de oro    | 100 m espalda          |
| 2011                                | Shanghái (China)        | Medalla de plata  | 4 × 100 m libre        |
| 2011                                | Shanghái (China)        | Medalla de plata  | 4 × 200 m libre        |
| 2013                                | Barcelona (España)      | Medalla de oro    | 4 × 100 m libre        |
| 2013                                | Barcelona (España)      | Medalla de oro    | 4 × 100 m estilos      |
| 2013                                | Barcelona (España)      | Medalla de plata  | 50 m espalda           |
| 2013                                | Barcelona (España)      | Medalla de bronce | 100 m espalda          |
| 2015                                | Kazán (Rusia)           | Medalla de oro    | 4 × 100 m libre        |
| Campeonato Mundial en Piscina Corta |                         |                   |                        |
| Año                                 | Lugar                   | Medalla           | Prueba                 |
| 2010                                | Dubái (EAU)             | Medalla de bronce | 4 × 200 m libre        |
| 2016                                | Windsor (Canadá)        | Medalla de plata  | 50 m espalda           |
| 2016                                | Windsor (Canadá)        | Medalla de plata  | 4 × 100 m libre        |
| Campeonato Europeo                  |                         |                   |                        |
| Año                                 | Lugar                   | Medalla           | Prueba                 |
| 2010                                | Budapest (Hungría)      | Medalla de plata  | 100 m espalda          |
| 2010                                | Budapest (Hungría)      | Medalla de bronce | 4 × 200 m libre        |
| 2012                                | Debrecen (Hungría)      | Medalla de oro    | 4 × 100 m libre        |
| 2014                                | Berlín (Alemania)       | Medalla de oro    | 4 × 100 m libre        |
| 2014                                | Berlín (Alemania)       | Medalla de plata  | 50 m espalda           |
| 2014                                | Berlín (Alemania)       | Medalla de plata  | 100 m espalda          |
| 2014                                | Berlín (Alemania)       | Medalla de plata  | 4 × 100 m estilos      |
| 2016                                | Londres (Reino Unido)   | Medalla de bronce | 4 × 100 m libre mixto  |
| 2018                                | Glasgow (Reino Unido)   | Medalla de oro    | 4 × 100 m libre mixto  |
| Campeonato Europeo en Piscina Corta |                         |                   |                        |
| Año                                 | Lugar                   | Medalla           | Prueba                 |
| 2009                                | Estambul (Turquía)      | Medalla de oro    | 4 × 50 m estilos       |
| 2012                                | Chartres (Francia)      | Medalla de oro    | 50 m espalda           |
| 2012                                | Chartres (Francia)      | Medalla de oro    | 100 m espalda          |
| 2012                                | Chartres (Francia)      | Medalla de oro    | 4 × 50 m libre         |
| 2012                                | Chartres (Francia)      | Medalla de oro    | 4 × 50 m estilos       |
| 2012                                | Chartres (Francia)      | Medalla de oro    | 4 × 50 m estilos mixto |
| 2012                                | Chartres (Francia)      | Medalla de plata  | 200 m estilos          |
| 2013                                | Herning (Dinamarca)     | Medalla de oro    | 50 m espalda           |
| 2013                                | Herning (Dinamarca)     | Medalla de oro    | 100 m espalda          |
| 2013                                | Herning (Dinamarca)     | Medalla de plata  | 100 m mariposa         |
| 2017                                | Copenhague (Dinamarca)  | Medalla de bronce | 50 m espalda           |
| 2017                                | Copenhague (Dinamarca)  | Medalla de bronce | 4 × 50 m estilos mixto |